# Placentonema gigantissima
Placentonema gigantissima ist eine Art der Fadenwürmer aus der Ordnung Rhabditida, die in den Plazentae von Pottwalen (Physeter macrocephalus) parasitiert. Placentonema gigantissima ist mit bis zu neun Meter Länge weiblicher Tiere die längste bekannte Art der Fadenwürmer.

## Merkmale
Bei der Gattung Placentonema haben die männlichen Tiere zwei Kaudalflügel (seitliche Ausläufer der Kutikula im Schwanzbereich) und die weiblichen 32 Uteri. Demgegenüber fehlen die Alae bei den Männchen der Gattung Crassicauda, und deren weibliche Tiere haben nur zwei Uteri.
Die Körper der Würmer sind extrem langgestreckt und mit einer transparenten Cuticula umhüllt, die nur am Kopfende quergestreift ist. Die mit Bruchteilen eines Millimeters sehr kleine, ovale Mundöffnung hat zwei einfache seitliche Lippen, an denen sich jeweils zwei Papillen befinden. Der Schlund ist zylindrisch und in der Speiseröhre sind der kurze muskuläre und der etwa 60 bis 70 Millimeter lange drüsige Teil deutlich voneinander abgesetzt. Männliche Placentonema gigantissima erreichen bei einem Durchmesser von acht bis neun Millimeter eine Länge von bis zu 3,75 Meter. Ihr Körper endet stumpf und bauchwärts abgerundet und weist dort beidseitig Alae auf. Die Kloake befindet sich 1,4 bis 1,6 Millimeter vom hinteren Körperende entfernt. Die weiblichen Tiere werden bei einem Durchmesser von bis zu 2,5 Zentimeter bis zu neun Meter lang. Damit sind sie die mit Abstand längsten und mit einem Verhältnis von Länge zu Durchmesser von mehr als 350 zu 1 außergewöhnlich schlanke Fadenwürmer. Am Körperende ist ein etwa 11 Millimeter langer Bereich birnenförmig abgesetzt, die Analöffnung befindet sich 0,8 bis 1 Millimeter vor dem Körperende. Der Fortpflanzungstrakt besteht aus 32 Uteri, die durch die kurze Vagina mit der Vulva etwa 12,4 bis 14,8 Millimeter vor dem Anus verbunden sind. In den Uteri können sich ovale Eier von 0,049 mm Länge und 0,030 Millimeter Durchmesser befinden. Jedes Ei enthält einen voll ausgebildeten juvenilen Wurm.

## Verbreitung
Das geografische Verbreitungsgebiet von Placentonema gigantissima als obligatorisch den Pottwal parasitierender Art ist auf das Verbreitungsgebiet ihres in allen Ozeanen vorkommenden Wirts begrenzt. Dieser hat eine artspezifische Verteilung mit einer Bevorzugung der Tropen und Subtropen durch die weiblichen Tiere und der gemäßigten Breiten durch die Bullen, die auch in die Polarregion vorstoßen. Da Placentonema gigantissima nur von weiblichen Pottwalen bekannt ist, besteht die Möglichkeit, dass die Art überwiegend in tropischen und subtropischen Gewässern vorkommt. In der Literatur wurden für Placentonema gigantissima neben dem Typenfundort der Gewässer um die Kurilen auch Kalifornien und die kanadische Pazifikküste als Fundorte genannt. Die Zusammensetzung der Bandwurmfauna von Dünndarm und Gallengängen des Pottwals hängt in starkem Maß vom Lebensraum ab. Es kann nicht ausgeschlossen werden, dass auch Placentonema gigantissima nur in einem Teil der Populationen des Pottwals verbreitet ist, und somit eine geringere geografische Verbreitung als der Pottwal hat.

## Lebensweise
Über die Lebensweise von Placentonema gigantissima ist nur wenig bekannt. Die Trächtigkeit der Pottwale dauert etwa 16 Monate. Die Föten der Zahnwale entwickeln sich fast immer im linken Gebärmutterhorn, unabhängig davon, welcher Eierstock ovuliert hat. Im rechten Uterushorn befindet sich mit dem größten Teil der Plazenta auch der Lebensraum von Placentonema gigantissima. Das Plazentagewebe der Wale ist eine diffuse epithelochordiale Masse, es ähnelt dem der Pferde, Schweine und anderer Unpaarhufer. Der Parasit lebt in der transparenten Hülle der Plazenta und der Gebärmutter von weiblichen Pottwalen. Angaben in der zwischen 1955 und 2015 veröffentlichten Literatur, denen zufolge Placentonema gigantissima oder eine Art der Gattung Placentoma in den Brustdrüsen und der Unterhaut von Pottwalen oder Weißflankenschweinswalen gefunden wurden, beziehen sich wahrscheinlich auf Arten der nahe verwandten Gattung Crassicauda. Diese besiedeln die Brustdrüsen beider Geschlechter und Knoten in der Unterhaut der Weibchen des Weißflankenschweinswals und anderer Wale.
Auch über die Fortpflanzung des Parasiten und seine Übertragung ist nichts außer der Existenz von Eiern bekannt. Es gibt keine Hinweise auf eine direkte schädigende Wirkung von Placentonema gigantissima auf den Fötus des Wals, aber ein starker Befall könnte ihn durch die Nahrungskonkurrenz und eine Immunreaktion mittelbar beeinträchtigen. Andererseits verhindert der Riesenwuchs von Placentonema gigantissima einen Massenbefall, der bei anderen Endoparasiten die Funktion befallener Organe bis zum Versagen stören kann.
Das enorme Längenwachstum von Placentonema gigantissima könnte durch die gute Nährstoffversorgung in der Plazenta und dem Endometrium, die Aufnahme von Nährstoffen durch die Haut und den Schutz durch die Plazentaschranke ermöglicht werden. Ein vergleichbarer Riesenwuchs tritt auch bei anderen Endoparasiten und stationären Ektoparasiten auf, wenn leicht verdauliche Nährstoffe im Überfluss vorhanden sind.

## Gefährdung und Schutz
Als obligatorischer Parasit des Pottwals unterliegt Placentonema gigantissima den gleichen Bedrohungen wie sein Wirt. Die IUCN führte 2008 eine Bewertung der Bestandsgefährdung durch, die 2019 aktualisiert wurde. Danach ist der Pottwal in seinem Bestand gefährdet (VU - Vulnerable). Der Parasit profitiert allerdings auch von den Maßnahmen zum Schutz des Pottwals.

## Taxonomie
Die Erstbeschreibung von Placentonema gigantissima wurde 1951 von dem sowjetischen Helminthologen Nikolai Michailowitsch Gubanow in den Berichten der Akademie der Wissenschaften der UdSSR veröffentlicht.
Die Fadenwürmer der Familie Tetrameridae innerhalb der Ordnung Rhabditida sind überwiegend Parasiten von Vögeln und Walen. Die Familie besteht aus den Unterfamilien Geopetitinae und Tetramerinae, Parasiten von Vögeln, und die an Walen parasitierenden Crassicaudinaeae. Die Crassicaudineae beinhalten die Gattungen Crassicauda, Parasiten des Harn- und Geschlechtsapparats und der Nasennebenhöhlen von Walen, und die monotypische Gattung Placentonema.